# 南緯10度線
南緯10度線（なんい10どせん）とは、地球の赤道面より南に、地理緯度にして10度の角度を成す緯線である。大西洋、アフリカ、インド洋、オーストララシア、太平洋、南アメリカを通過する。
この緯度の下では、夏至点時の可照時間は12時間43分であり、冬至点時の可照時間は11時間32分である。
南緯10度線には、ブラジルとペルーの国境の一部を構成している区間が存在する。

## 通過する地域一覧
南緯10度線は、本初子午線から東に向かって以下の場所を通っている。
| 地理座標                                               | 国土・領土・領海        | 備考 |
| ------------------------------------------------------ | ----------------------- | --- |
| 南緯10度0分 東経0度0分 / 南緯10.000度 東経0.000度      | 大西洋                  | |
| 南緯10度0分 東経13度20分 / 南緯10.000度 東経13.333度   | アンゴラ                | |
| 南緯10度0分 東経22度12分 / 南緯10.000度 東経22.200度   | コンゴ民主共和国        | |
| 南緯10度0分 東経28度38分 / 南緯10.000度 東経28.633度   | ザンビア                | |
| 南緯10度0分 東経33度20分 / 南緯10.000度 東経33.333度   | マラウイ                | |
| 南緯10度0分 東経33度57分 / 南緯10.000度 東経33.950度   | マラウイ湖              | |
| 南緯10度0分 東経34度31分 / 南緯10.000度 東経34.517度   | タンザニア              | |
| 南緯10度0分 東経39度49分 / 南緯10.000度 東経39.817度   | インド洋                | アルダブラ諸島（ セーシェル）の島々の間を通過。 ファーカー環礁（ セーシェル）のちょうど北を通過。 アガレガ諸島（ モーリシャス）のちょうど北を通過。                                                                   |
| 南緯10度0分 東経119度57分 / 南緯10.000度 東経119.950度 | インドネシア            | スンバ島 |
| 南緯10度0分 東経120度49分 / 南緯10.000度 東経120.817度 | サヴ海                  | |
| 南緯10度0分 東経123度34分 / 南緯10.000度 東経123.567度 | インドネシア            | ティモール島 |
| 南緯10度0分 東経124度34分 / 南緯10.000度 東経124.567度 | ティモール海            | |
| 南緯10度0分 東経131度19分 / 南緯10.000度 東経131.317度 | アラフラ海              | |
| 南緯10度0分 東経141度39分 / 南緯10.000度 東経141.650度 | 珊瑚海                  | トレス海峡諸島（ オーストラリア）を通過。 |
| 南緯10度0分 東経147度40分 / 南緯10.000度 東経147.667度 | パプアニューギニア      | ニューギニア島 |
| 南緯10度0分 東経149度51分 / 南緯10.000度 東経149.850度 | ソロモン海              | |
| 南緯10度0分 東経150度54分 / 南緯10.000度 東経150.900度 | パプアニューギニア      | ノーマンバイ島 |
| 南緯10度0分 東経151度17分 / 南緯10.000度 東経151.283度 | ソロモン海              | ガダルカナル島（ ソロモン諸島）のちょうど南を通過。 |
| 南緯10度0分 東経161度20分 / 南緯10.000度 東経161.333度 | 太平洋                  | マラマシケ島とマキラ島（共に ソロモン諸島）の間を通過。 ウラワ島（ ソロモン諸島）のちょうど南を通過。 ダフ諸島とリーフ諸島（共に ソロモン諸島）の間を通過。 ヌクラエラエ環礁とニウラキタ島（共に ツバル）の間を通過。 |
| 南緯10度0分 西経161度5分 / 南緯10.000度 西経161.083度  | クック諸島              | ラカハンガ環礁 |
| 南緯10度0分 西経161度4分 / 南緯10.000度 西経161.067度  | 太平洋                  | |
| 南緯10度0分 西経150度15分 / 南緯10.000度 西経150.250度 | キリバス                | カロリン島 |
| 南緯10度0分 西経150度14分 / 南緯10.000度 西経150.233度 | 太平洋                  | |
| 南緯10度0分 西経139度8分 / 南緯10.000度 西経139.133度  | フランス領ポリネシア    | タフアタ島 |
| 南緯10度0分 西経139度6分 / 南緯10.000度 西経139.100度  | 太平洋                  | |
| 南緯10度0分 西経138度50分 / 南緯10.000度 西経138.833度 | フランス領ポリネシア    | モホタニ島 |
| 南緯10度0分 西経138度48分 / 南緯10.000度 西経138.800度 | 太平洋                  | |
| 南緯10度0分 西経78度12分 / 南緯10.000度 西経78.200度   | ペルー                  | |
| 南緯10度0分 西経72度10分 / 南緯10.000度 西経72.167度   | ブラジルと ペルーの国境 | |
| 南緯10度0分 西経71度21分 / 南緯10.000度 西経71.350度   | ペルー                  | |
| 南緯10度0分 西経70度37分 / 南緯10.000度 西経70.617度   | ブラジル                | アクレ州 |
| 南緯10度0分 西経66度45分 / 南緯10.000度 西経66.750度   | ボリビア                | |
| 南緯10度0分 西経65度19分 / 南緯10.000度 西経65.317度   | ブラジル                | ロンドニア州 マットグロッソ州 トカンティンス州 マラニョン州 ピアウイ州 バイーア州 セルジッペ州 アラゴアス州 |
| 南緯10度0分 西経36度0分 / 南緯10.000度 西経36.000度    | 大西洋                  | |